# Liste der Biografien/Grep
Liste der Biografien |
Portal Biografien |
Personensuche
# |
A |
B |
C |
D |
E |
F |
G |
H |
I |
J |
K |
L |
M |
N |
O |
P |
Q |
R |
S |
T |
U |
V |
W |
X |
Y |
Z |
?
 
Ga |
Gb |
Gc |
Gd |
Ge |
Gf |
Gh |
Gi |
Gj |
Gk |
Gl |
Gm |
Gn |
Go |
Gp |
Gq |
Gr |
Gs |
Gu |
Gv |
Gw |
Gy |
Gz
 
Gra |
Grb–Grd |
Gre |
Grg |
Gri |
Grj |
Grk |
Grl |
Grm |
Gro |
Grs |
Gru |
Gry |
Grz
 
Grea |
Greb |
Grec |
Gred |
Gree |
Gref |
Greg |
Greh |
Grei |
Grek |
Grel |
Grem |
Gren |
Grep |
Gres |
Gret |
Greu |
Grev |
Grew |
Grey |
Grez
Die Liste der Biografien führt alle Personen auf, die in der deutschsprachigen Wikipedia einen Artikel haben. Dieses ist eine Teilliste mit 7 Einträgen von Personen, deren Namen mit den Buchstaben „Grep“ beginnt.

## Grep

### Grepl
- Grepl, Tomáš (* 1977), tschechischer Basketballspieler und -trainer

### Grepp
- Grepperud, Hans Magnus (* 1958), norwegischer Ruderer
- Greppi, Giuseppe (1819–1921), italienischer Diplomat und Politiker, Gesandter im Osmanischen Reich, Württemberg, Bayer, Spanien und Russland sowie Senator
- Greppi, Milena (1929–2016), italienische Leichtathletin
- Greppin, Eduard (1856–1927), Schweizer Chemiker, Paläontologe und Geologe
- Greppin, Jean-Baptiste (1819–1881), Schweizer Arzt, Geologe und Paläontologe
- Greppin, Leopold (1854–1925), Schweizer Psychiater und Ornithologe